# Quatuor à cordes de Vierne
Pour les articles homonymes, voir Quatuor à cordes (homonymie).
Le Quatuor à cordes, op.12 de Louis Vierne est la première partition importante de musique de chambre du compositeur, autrement connu pour son œuvre d'orgue.
Composé en 1894 et dédié à son maître Charles-Marie Widor, qui lui enseignait gracieusement la composition en marge de la classe d'orgue du Conservatoire de Paris, le Quatuor à cordes révèle une maîtrise de l'écriture classique tout en annonçant les principales caractéristiques du langage de Vierne, qui se déploieront de manière spectaculaire dans ses grandes œuvres de maturité. La première audition du Quatuor a lieu le 24 février 1896 au cours d'un Concert de la  Société de musique nouvelle, à Paris.

## Composition
Le Quatuor à cordes est composé en 1894 et dédié à son maître Charles-Marie Widor, qui lui enseignait gracieusement la composition en marge de la classe d'orgue du Conservatoire de Paris.

## Création
La première audition en public du Quatuor à cordes de Vierne a lieu salle Érard, à Paris, le 24 février 1896. L'altiste Victor Balbreck avait assuré la création des Deux pièces pour alto et piano op. 5, qui lui étaient dédiées, le 5 avril 1895 avec l'auteur au piano.

## Présentation

### Mouvements
1. Lento à quatre temps () — Allegro agitato à 
,
2. Intermezzo : Leggiero non troppo vivo à 
,
3. Andante quasi adagio à 
,
4. Finale : Allegro vivace à quatre temps () et Poco più lento à

### Analyse
Dans le Quatuor à cordes, le jeune Vierne déploie les prémices d'un langage qui lui est propre. Très éloigné de la musique romantique allemande, son écriture s'inspire de ses maîtres français qui furent César Franck, Gabriel Fauré et son maître Charles-Marie Widor.

## Postérité
On entend rarement ce Quatuor en concert, mais il a été enregistré plusieurs fois, notamment par le Quatuor Athenæum Enesco, et par le Quatuor Spiegel.

## Discographie
- Louis Vierne : La musique de chambre, enregistrement intégral — Quatuor à cordes, op.12, par le Quatuor Phillips : Jean-Marc Phillips et Jérôme Marchand (violons), Odile Caracilly (alto) et Henri Demarquette (violoncelle) (17-20 septembre 1993, 2 CD Timpani 2C2019) (OCLC 70597511)
- Quatuor à cordes, op.12 par le Quatuor Athenæum Enesco (septembre 1999, Pierre Verany PV700011)[note 1] (OCLC 659191748) — avec le Quintette pour piano et cordes op.42.
- Quatuor à cordes, op.12 par le Quatuor Spiegel (10-12 décembre 2007, MDG 644 1505-2)[note 2] (OCLC 717264816) — avec le Quintette pour piano et cordes op.42

### Ouvrages généraux
- Marc Vignal, Dictionnaire de la musique, Paris, Larousse, 2005, 1078 p. (ISBN 2-03-511001-7, lire en ligne), « Louis Vierne », p. 1026.

### Monographies
- Franck Besingrand, Louis Vierne, Paris, Bleu nuit éditeur, coll. « Horizons » (no 28), 2011, 176 p. (ISBN 978-2-35884-018-7),
- Bernard Gavoty, Louis Vierne : La vie et l'œuvre, Paris, Buchet/Chastel, 1980 (1re éd. 1943), 322 p..